# Federația Internațională de Șah
Fédération Internationale des Échecs (FIDE) (în română Federația Internațională de Șah,  în engleză International Chess Federation o World Chess Federation), este o organizație internațională care reglementează și controlează activitatea de șah la nivel mondial.
Sediul central este în prezent situat în Lausanne, Elveția. Are filiale în Singapore și Ėlista.
Organizează turnee valabile pentru Campionatul Mondial de Șah, Olimpiada de Șah și coordonează Federațiile de șah aparținând acesteia. În mai 2022, 200 de federații naționale sunt asociate cu FIDE. 
Motto-ul său este Gens una sumus („Suntem o singură familie”).

## Istoric
FIDE, a luat ființă în anul 1924 în Paris, inițiatorul federației fiind Pierre Vincent. La această federație au fost trimiși delegați ai cluburilor de șah din 14 țări, fixându-se aici regulile de bază. În același timp s-a alcătuit un comitet, care a elaborat statutul federației. Comitetul avea 
- președinte pe dr. Alexander Rueb, din Olanda,
- secretar Leonard Percy Rees, din Anglia
- casier A. Nicolet din Elveția

Primele țări membre au fost: Argentina, Belgia, Anglia, Franța, Italia, Iugoslavia, Canada, Olanda, Polonia, România, Elveția, Spania, Cehoslovacia și Ungaria. Germania din cauza primului război mondial n-a fost invitată.

## Lista președinților FIDE[7]
| Nume                           | perioada  | Țara              |
| ------------------------------ | --------- | ----------------- |
| Alexander Rueb                 | 1924-1939 | Țările de Jos     |
| Augusto de Muro                | 1939-1946 | Argentina         |
| Alexander Rueb                 | 1946-1949 | Țările de Jos     |
| Folke Rogard                   | 1949-1970 | Suedia            |
| Max Euwe                       | 1970-1978 | Țările de Jos     |
| Friðrik Ólafsson               | 1978-1982 | Islanda           |
| Florencio Campomanes           | 1982-1995 | Filipine          |
| Kirsan Nikolaievici Iliumșinov | 1995-2018 | Rusia (Calmîchia) |
| Arkady Dvorkovich              | din 2018  | Rusia             |